# Ansaldo STS
Ansaldo STS S.p.A. er en multinational virksomhed inden for jernbaneteknologi med hovedkvarter i Genova, Italien, der producerer signaludstyr og automatiseringssystemer til jernbaner, herunder togkontrolsystemer. Selskabet optræder også som hovedentreprenør og turnkey-udbyder af nye jernbaneanlæg.
Ansaldo STS har 4340 ansatte og en årlig omsætning på 1,2 mia. euro (pr. 2009). Selskabet er børsnoteret på Borsa Italiana. 40% af aktierne ejes af den Hitachi Rail Italy Investments.
Ansaldo STS har bl.a. stået for design, anlæg, levering, installation og test af spor, tog og alle tekniske styre- og strømsystemer til Københavns Metro. Togene blev produceret af søsterselskabet AnsaldoBreda. Ansaldo STS har desuden haft ansvaret for drift og vedligehold af metroen siden indvielsen. Denne opgave varetages af underleverandøren Metro Service A/S, der oprindeligt blev stiftet af engelske Serco Group og Arriva Danmark, men siden 2008 har været delvist ejet af Ansaldo STS.

## Historie
Ansaldo STS blev stiftet i 2006 ved fusion af de to selskaber Ansaldo Trasporti Sistemi Ferroviari og Ansaldo Signal, der begge var 100% ejet af Finmeccanica. Begge selskaber havde rødder i ingeniørkonglomeratet Ansaldo, der gradvist blev opkøbt af Finmeccanica i sidste halvdel af det 20. århundrede.
Ansaldo Trasporti Sistemi Ferroviari specialiserede sig i design, anlæg og vedligehold af jernbaner. Firmaet blev grundlagt i 2000 og overtog dele af Ansaldo Trasporti, der på det tidspunkt var fuldt integreret i Finmeccanica.
Ansaldo Signal blev dannet i 1996 som moderselskab for Ansaldos forskellige aktiviteter inden for signaludstyr, herunder det amerikanske Union Switch & Signal og det franske CSEE.

## Ekstern henvisning
- Ansaldo STS's hjemmeside